# Zege
Le zege, encore connu sous le nom de chipsi mayai, est un mets populaire tanzanien. Il est vendu à tous les coins de rue du pays. On retrouve également ce mets dans toute l'Afrique de l'est. Le zege est une omelette à base de pommes de terre et d'œufs,,,,.

## Composition
Pour faire le zege, il faut des pommes de terre, de l'huile, du sel, de la pâte d'ail, du gingembre, des œufs, de l'oignon, des carottes, du poivron rouge, du yaourt et du beurre,,,.   